# Synkov-Slemeno
Synkov-Slemeno là một làng thuộc huyện Rychnov nad Kněžnou, vùng Královéhradecký, Cộng hòa Séc.